# Marignieu
Marignieu és un municipi francès situat al departament de l'Ain i a la regió d'Alvèrnia-Roine-Alps. L'any 2007 tenia 160 habitants.

## Demografia

### Població
El 2007 la població de fet de Marignieu era de 160 persones. Hi havia 67 famílies de les quals 21 eren unipersonals (8 homes vivint sols i 13 dones vivint soles), 21 parelles sense fills, 21 parelles amb fills i 4 famílies monoparentals amb fills.
La població ha evolucionat segons el següent gràfic:
Habitants censats

### Habitatges
El 2007 hi havia 88 habitatges, 71 eren l'habitatge principal de la família, 12 eren segones residències i 5 estaven desocupats. 81 eren cases i 7 eren apartaments. Dels 71 habitatges principals, 59 estaven ocupats pels seus propietaris, 8 estaven llogats i ocupats pels llogaters i 3 estaven cedits a títol gratuït; 3 tenien dues cambres, 5 en tenien tres, 13 en tenien quatre i 50 en tenien cinc o més. 64 habitatges disposaven pel capbaix d'una plaça de pàrquing. A 37 habitatges hi havia un automòbil i a 28 n'hi havia dos o més.

### Piràmide de població
La piràmide de població per edats i sexe el 2009 era:
| Homes | Edats   | Dones |
| ----- | ------- | ----- |
| 0     | 95 o +  | 0     |
| 0     | 90 a 94 | 0     |
| 0     | 85 a 89 | 4     |
| 0     | 80 a 84 | 0     |
| 4     | 75 a 79 | 0     |
| 8     | 70 a 74 | 4     |
| 8     | 65 a 69 | 12    |
| 4     | 60 a 64 | 0     |
| 8     | 55 a 59 | 8     |
| 0     | 50 a 54 | 0     |
| 8     | 45 a 49 | 8     |
| 8     | 40 a 44 | 4     |
| 0     | 35 a 39 | 8     |
| 4     | 30 a 34 | 0     |
| 8     | 25 a 29 | 4     |
| 4     | 20 a 24 | 0     |
| 0     | 15 a 19 | 4     |
| 0     | 10 a 14 | 0     |
| 0     | 5 a 9   | 4     |
| 0     | 0 a 4   | 0     |

## Economia
El 2007 la població en edat de treballar era de 97 persones, 66 eren actives i 31 eren inactives. De les 66 persones actives 65 estaven ocupades (32 homes i 33 dones) i 1 aturada (1 dona i 1 dona). De les 31 persones inactives 15 estaven jubilades, 11 estaven estudiant i 5 estaven classificades com a «altres inactius».

### Ingressos
El 2009 a Marignieu hi havia 66 unitats fiscals que integraven 150 persones, la mediana anual d'ingressos fiscals per persona era de 18.388,5 €.

### Activitats econòmiques
Dels 6 establiments que hi havia el 2007, 1 era d'una empresa de fabricació d'altres productes industrials, 3 d'empreses de construcció, 1 d'una empresa de comerç i reparació d'automòbils i 1 d'una empresa classificada com a «altres activitats de serveis».
Dels 3 establiments de servei als particulars que hi havia el 2009, 2 eren paletes i 1 lampisteria.
L'any 2000 a Marignieu hi havia 6 explotacions agrícoles.

## Poblacions més properes
El següent diagrama mostra les poblacions més properes.